# Salid Amadu
Salid Amadu (* 9. November 1999) ist ein österreichischer Fußballspieler.

## Karriere
Amadu begann seine Karriere beim ASKÖ Ebelsberg Linz. Zur Saison 2011/12 wechselte er in die Jugend des FC Blau-Weiß Linz. Im April 2012 schloss er sich der SV Urfahr an. Im Mai 2015 absolvierte er gegen den ASKÖ Blau Elf Linz sein erstes und einziges Spiel für die erste Mannschaft von Urfahr in der siebtklassigen 1. Klasse.
Im Jänner 2016 kehrte er zu Blau-Weiß Linz zurück, wo er sich der ebenfalls siebtklassigen Zweitmannschaft anschloss. Am Ende der Saison 2015/16 stieg er mit Blau-Weiß Linz II in die sechstklassige Bezirksliga auf.
Nach zweieinhalb Jahren bei den Amateuren rückte Amadu zur Saison 2018/19 in den Profikader der Linzer auf, stand jedoch in jener Spielzeit kein einziges Mal im Spieltagskader. Ab der Saison 2019/20 gehörte er wieder nur noch dem Kader der inzwischen fünftklassigen Amateuren an. Im Juni 2020 gab er sein Debüt für die Profis, als er am 22. Spieltag jener Saison gegen den FC Wacker Innsbruck in der 83. Minute für Philipp Pomer eingewechselt wurde.
Zur Saison 2022/23 wechselte er zu Union Katsdorf. Dort blieb er dann eine Saison, ehe er zur Saison 2023/24 zu ÄSKÖ Donau Linz wechselte. Hier kam er zum Ende der Saison in beiden Relegationsspielen zum Einsatz. Er kam so auf insgesamt 107 Einsatzminuten.